# 洋酒
洋酒（ようしゅ）とは、日本を含む東洋以外の地域、主にヨーロッパと北米を含む西洋に由来する製法でつくられたアルコール飲料（酒）の総称である。
日本において、欧米を意味する言葉としての「西洋」は江戸時代から使われ始め、明治維新後には「洋」を「西洋」の略語的に使い、欧米に由来する文物などを「洋●」と呼ぶようになった（洋風や洋行、洋館、洋服、洋楽等）。「洋酒」もその一つである。1870年（明治3年）に作成された太政官作成の公文書に「洋酒」の用語を見ることができる。
なお対義語として「和酒」を用いることは少なく、日本で発達した米原料の醸造酒は「日本酒」、様々な穀物・果実を使った蒸留酒は「焼酎」と呼ばれる。
一般的には、欧米起源の酒類のうちウイスキー、ブランデー等の蒸留酒を指すことが多く、ビールやワインは含まない場合がある。広義・狭義のいずれの洋酒類も、輸入されるだけでなく日本国内でも作られるようになっており、輸出されることも多い。
日本の商標法施行規則第6条別表には商品類として「洋酒」があり、具体例としては「ウイスキー、ウォッカ、ジン、ビタース、ブランデー、ラム、リキュール」と定められている。ビール、ワイン、中国酒は別商品類に分類されている。
一方、日本洋酒輸入協会は、日本国外において製造され、輸入される酒類を「輸入洋酒」と分類。ワイン、ブランデー、ウイスキー、リキュール、ビール等と例示している。
大分県日田市には、ニッカウヰスキー初期の蒸留釜などを収蔵した「天領日田洋酒博物館」が所在している。
洋酒はしばしば投機的に取引される。インターネットショップに始まりリサイクルショップ、果ては一般のスーパーまでもがプレミア価格で価値の高い洋酒を販売することで利鞘を稼ぐ場合もある。